# Drexciya
Drexciya fue una banda de música electrónica de Detroit, Míchigan. El malogrado James Stinson era el único miembro oficialmente reconocido de Drexciya, pero se consideraba un secreto a voces que tenía un socio, Gerald Donald.

## Estilo
Drexciya combinaba una identidad misteriosa, underground y contraria a los medios de masas con un discurso narrativo mitológico y de ciencia ficción que aumentaba el dramatismo de su música. En ese aspecto guardan similitud con otros artistas vinculados al colectivo techno Underground Resistance. 

## Historia
Drexciya lanzó su primer 12 pulgadas en 1992.
El nombre del grupo hace referencia a un mito similar al de la Atlántida de Platón. El grupo reveló este dato en las notas interiores de su álbum de 1997 The Quest. Drexciya, según esta concepción, era un país submarino poblado por los hijos nonatos de las mujeres africanas embarazadas que fueron lanzadas por la borda de los navíos que llevaban esclavos a Estados Unidos. Las criaturas se adaptaron a respirar bajo el agua dentro de los úteros de sus madres. 
Los rumores de que Drexciya se habían separado en 1997 fueron desmentidos dos años después cuando una nueva canción bajo su nombre apareció en el recopilatorio de Underground Resistance Insterstellar Fugitives. A ésta le siguieron a continuación tres nuevos álbumes de Drexciya. Se cree que estos álbumes fueron el trabajo en solitario de James Stinson. Tanto él como Gerald Donald siguieron creando de modo prolífico en sus respectivos proyectos por separado. 
Aunque ambos miembros de Drexciya permanecieron en el más completo anonimato a lo largo de su carrera, James Stinson fue identificado tras su muerte en el año 2002. Los miembros de Drexciya nunca han sido fotografiados, aunque sí han dado entrevistas, a lo largo de una de las cuales portaron máscaras de Star Trek para ocultar su identidad.

## Discografía

### Álbumes
- Neptune's Lair (1999), Tresor
- Harnessed the Storm (2002), Tresor
- Grava 4 (2002), Clone

### EP/sencillos
- "Deep Sea Dweller" (1992), Shockwave Records.
- "Drexciya 2: Bubble Metropolis" (1993), Underground Resistance.
- "Aquatic Invasion" (1994), Underground Resistance.
- "Drexciya 3: Molecular Enhancement" (1994), Rephlex, Submerge.
- "Drexciya 4: The Unknown Aquazone" (1994), Submerge.
- "Drexciya 5: The Journey Home" (1995), Warp Records.
- "The Return Of Drexciya" (1996), Underground Resistance.
- "Uncharted" (1998), Somewhere In Detroit
- "Fusion Flats" (1999), Tresor
- "Hydro Doorways" (2000), Tresor
- "Digital Tsunami" (2001) Tresor
- "Drexciyan R.E.S.T. Principle" (2002), Clone

### Recopilatorios
- The Quest (1997) Submerge.